# Марк Келлер
Марк Келлер (фр. Marc Keller, нар. 14 січня 1968, Кольмар) — французький футболіст, що грав на позиції півзахисника, нападника, зокрема, за «Страсбур» та національну збірну Франції. Ставав володарем Кубка Інтертото у складі трьох різних команд.
По завершенні ігрової кар'єри — спортивний функціонер.

## Клубна кар'єра
Народився 14 січня 1968 року в Кольмарі. Вихованець футбольної школи місцевого клубу «Кольмар».
У дорослому футболі дебютував 1987 року виступами за «Мюлуз», в якій провів чотири сезони, взявши участь у 118 матчах чемпіонату. 
Своєю грою за цю команду привернув увагу представників тренерського штабу «Страсбура», до складу якого приєднався 1991 року. Відіграв за команду зі Страсбурга наступні п'ять сезонів своєї ігрової кар'єри. Більшість часу, проведеного у складі «Страсбура», був основним гравцем команди. За цей час виборов титул володаря Кубка Інтертото.
Згодом з 1996 по 2000 рік грав за німецький «Карлсруе СК» та англійський «Вест Гем Юнайтед», у складі кожного з яких також ставав володарем Кубка Інтертото.
Сезон 2000/01 провів в оренді в «Портсмуті», а завершував ігрову кар'єру у «Блекберн Роверз», за який виступав протягом 2001—2002 років.

## Виступи за збірну
1995 року дебютував в офіційних матчах у складі національної збірної Франції.
Загалом протягом чотирирічної кар'єри в національній команді провів у її формі 6 матчів, забивши один гол.

## Кар'єра функціонера
Протягом першої половини 2000-х працював у структурі «Страсбура» спочатку як директор з футболу, а згодом як голова правління клубу. Влітку 2006 залишив цей клуб і протягом наступних п'яти років очолював правління вищолігового «Монако».
Залишивши «монегасків» у 2011, наступного року очолив консорціум, який викупив «Страсбур» у його тодішнього власника. Келлер обійняв посаду президента клубу, який протягом наступного десятиріччя повернувся з четвертого за силою французького дивізіону до елітної Ліги 1. Влітку 2023 року клуб було продано консорціуму BlueCo, головним активом якого був лондонський «Челсі», при цьому Келлер зберіг за собою посаду президента клубу.

## Титули і досягнення
- Володар Кубка Інтертото (3):

«Страсбур»: 1995
«Карлсруе СК»: 1996
«Вест Гем Юнайтед»: 1999